# Mallolís
Mallolís és un poble del terme municipal de Farrera, a la comarca del Pallars Sobirà.
Està situat a ponent del cap del municipi i d'Alendo, a l'esquerra del Barranc de Mallolís i al nord i dessota de la Mata de Mallolís.
El poble està compost per dos petits nuclis, el principal, més enlairat, amb l'església de Sant Martí i les cases de Cal Pergo, Cal Ramonet i Cal Roi, i un segon al seu nord-oest, amb algunes cases més.

## Etimologia
Joan Coromines explica el topònim Mallolís com un dels pocs topònims no preromans de la zona. Procedeix del mot comú català antic mallol (vinya abandonada), en forma d'adjectiu o de diminutiu a través del sufix -ís.

## Geografia

### El poble de Mallolís
Tot i tractar-se d'un poble petit, Mallolís està format per dos petits nuclis, separats un centenar de metres per un barranc. No arriba a formar carrers ni plaça, ja que aprofita els mateixos camins de muntanya per a emplaçar-hi les entrades de les cases.

#### Les cases del poble[2]
| - Casa Asabel - Casa Botxaca - Casa Bosc | - Casa Bringuer - Casa Cardaire - Casa Castell - Casa Castellet | - Casa Maixat - Casa Manyac - Casa Pejan - Casa Pergo | - Casa Ramonet - La Rectoria - Casa Roi - Casa Rosa | - Casa Teresa - Casa L’Ossall - Casa Xamora |

## Història

### Edat contemporània
Pascual Madoz dedica un article del seu Diccionario geográfico... a Mallolis. Hi diu que és una localitat del districte municipal de Farrera, situada en un coster per on passa un barranc que divideix el poble, en un lloc combatut pels vents del nord i del nord-oest, amb un clima sa, però propens a refredats. Tenia en aquell moment 14 cases i l'església de Sant Martí, annexa a les de Farrera i Tírvia, amb el cementiri al costat. El territori és de secà, amb camps i prats, on es conreen alguns arbres fruiters. S'hi collia poc blat, sègol, ordi, mongetes, patates i llegum. Hi havia bestiar vacum, de llana, porcs i cabres, a més de cacera de perdius, llebres i tudons. Comptava amb 6 veïns (caps de casa) i 30 ànimes (habitants).